# موفقیت بهترین انتقام است
موفقیت بهترین انتقام است (انگلیسی: Success Is the Best Revenge) یک فیلم درام به کارگردانی یژی اسکولیموفسکی است که در سال ۱۹۸۴ منتشر شد. این فیلم در سی و هفتمین دورهٔ جشنواره فیلم کن به نمایش درآمد.

## گزیدهٔ بازیگران
- مایکل یورک
- میشل پیکولی
- آنوک امه
- جان هرت
- ملکوم سینکلیر
- جین اشر